# スターグラディエイター
『スターグラディエイター』（Star Gladiator）は、カプコンが製作した3D対戦型格闘ゲームのシリーズ。略称はスタグラ。
本作はカプコン初となる3Dの対戦型格闘ゲームであるが、システムの難解さや難易度の高さ、特に洗練度の低いプラズマによるコンボシステムなどから、上級者向けの内容とされる。なお本作は『スター・ウォーズシリーズ』のオマージュ作品とされている。

## スターグラディエイター エピソードI ファイナルクルセイド
1996年7月にアーケードゲームとして発売された第1作。同年にPlayStationへ移植された。
思念を力に変える「プラズマ」と呼ばれる力を用い、地球征服をたくらむ第4帝国を打ち倒すグラディエイターたちの戦いを描く。3D描画されたキャラクターが闘う格闘ゲームではあるが、回避行動（回り込み）を除いてプレイ中Z軸方向への移動はなく、実際は2D格闘に近い。
ゲーム誌『ゲーメスト』（新声社）誌上で行われた「第12回ゲーメスト大賞」（1998年度）においてベストグラフィック賞9位を獲得した。

### ゲームシステム
レバーと4ボタンを使用。
- 縦斬り - 立ち状態から出した場合はしゃがみガード不能。
- 横斬り - リーチが長い。
- キック - プラズマリバースされない。
- ガード - 敵の攻撃を防ぐ。下段ガードも可能。

移動
ジャンプ、しゃがみ、右移動、左移動。また、ダッシュも可能。
リングアウト
フィールドの端から落下するとリングアウトとなり、残り体力にかかわらず落下したキャラクターが敗北となる。
投げ技
相手の近くで投げ攻撃。相手のガードに関係なくダメージを与えられる。立ち投げ、しゃがみ投げ、背後投げが存在する。
追い打ち攻撃
相手ダウン時に追い打ち攻撃が可能。
ファストムービングシステム
- 回り込み移動 - 画面手前に移動。いわゆる軸移動。
- 真横移動 - 画面奥に移動。いわゆる軸移動。
- しゃがみダッシュ - 相手の上段攻撃をかわしつつ接近できる。

プラズマコンボ
最大5段目までコンボを繋げることができる。コンボのルートは大きく分けてキャラクターそれぞれが3種類のタイプに分かれており、ルート分岐でコンボを組み立てられるが、5段目まで繋げられるのは一部のルートのみとなっている。
プラズマファイナル
プラズマコンボをキャラクター毎に決められたルートの5段目まで決め、さらに特定のコマンドを入力することで強力なフィニッシュ技を発動できる。どのルートからファイナルが出せるかはキャラクター毎に指定されている。複数のファイナルを持つキャラクターも存在する。
プラズマリバース
相手の攻撃に合わせて入力することで反撃することができる。基本的にA攻撃またはB攻撃に対応しており、キックなど特定の攻撃には反撃できない。
プラズマリベンジ
敵の攻撃に対して攻撃を受け流し、自動的に反撃する。
プラズマリフレクト
敵の攻撃を弾き飛ばし、相手を一時的に無防備にする。
プラズマストライク
1ラウンドに1回しか使えない究極技。発生は遅いが、中段技で威力は非常に高く、プラズマリバースで返すことが不可能。

### キャラクター
作中のナレーションは細井治が担当している。
なお、エンディング後のスタッフロールではキャストは「secret」と表記されている。
ハヤト (Hayato Kanzaki)
声 - 林延年
孤児院出身の賞金稼ぎ。大恩のある孤児院の園長が騙されて背負った巨額の借金を返済するためにスターグラディエイター部隊に入隊。
本名　神崎隼人
国籍　日本
身長　176cm
体重　70kg
年齢　21歳
武器　プラズマブレード
ジューン (June Lin Milliam)
声 - 緒方恵美
香港生まれの新体操選手。ビルシュタインの研究所で働いている時に事故死した父の仇を討つためにスターグラディエイター部隊に入隊して戦う。
敵の顔面を股間や尻で押し潰す投げや必殺技を使う。
本名　ジューン・リン・ミリアム
身長　165cm
体重　49kg
年齢　17歳
国籍　イギリス
武器　プラズマサークル
サターン (Saturn Dyer)
声 - 田中和実
故郷に存在しない「娯楽」を追求するために大道芸人になる。が、一般人との接触を禁じられて芸を披露できないでいた。
鬱々とした日々を送っている時にスターグラディエイター部隊の話を聞き入隊。
変な技が多く、ふざけたような感じだが実は切れ者で、敵のボスのビルシュタインですら一目置くほど。
本名　サターン・ダイヤー
身長　183cm
体重　71kg
年齢　260歳
国籍　サターン星
武器　プラズマヨーヨー
ガモフ (Gamof Gohgry)
声 - 郷里大輔
ハヤトの友人の賞金稼ぎの宇宙人。正義感が強く、家族思い。木こりを生業としていたが、地球連邦と第四帝国の二重支配により星が荒廃したことによってやむなく賞金稼ぎにならざるを得なくなった。優しい性格ゆえ金稼ぎのためには殺人も厭わない殺伐とした賞金稼ぎの所業が肌に合わず苦悩していたが、そんな最中ハヤトと出会い意気投合、彼の後を追ってスターグラディエイター部隊に入隊する。全身毛皮に覆われた熊のような容姿をしている。巨体に似合わず性格は温和で、少々内向的。
本名　ガモフ・ゴーグリー
身長　190cm
体重　140kg
年齢　29歳
国籍　デローザ星
武器　プラズマアックス
ゲレルト (Franco Gerelt)
声 - 江川央生
闘牛士の興行中に家族をライバルに拉致され、陰謀によって彼自身も追われる身になり、タイミング良く彼の前に現れたビルシュタインに言葉巧みに唆され、地球攻撃のメンバーとなる。
本名　フランコ・ゲレルト
身長　188cm
体重　75kg
年齢　38歳
国籍　スペイン
武器　プラズマサーベル
ベクター (Vector)
声 - 細井治
ビルシュタインが制作した地球侵略用ロボットの試作機。
本名　PX-02C　
身長　210cm
体重　230kg
年齢　0歳
国籍　なし
武器　プラズマガン
リムガル (Rimgal)
ビルシュタインの研究所に勤めていたジューンの父親マイクとティラノサウルスを合成して作られたモンスター。マイクは表向きには事故で死亡したと発表されている。
マイク自身の人格は残ったままだが、脳に改造を受けていてビルシュタインの命令には逆らえない。見た目やバトルスタイルには理性を感じられないが、知性は人間のままであり会話は流暢。
エンディングでは高いところから飛び降りて自ら命を絶つ。
続編『2』ではオリジナルのリムガルは登場せず、最終ステージの背景にてカプセルに入った量産型リムガルが多数登場する。
身長　195cm
体重　126kg
年齢　1歳
国籍　なし
武器　デスボーン
ゼルキン (Zelkin Fiskekrogen)
声 - 江川央生
鳥人の軍人。地球との戦争の際に捕虜となり、終戦後に手違いで戦死扱いになり、故郷に帰れなくなる。
無為の日々を過ごしていた所をビルシュタインに拾われ、恩を感じて部下となった。
本名　ゼルキン・フィスケクロゲン
身長　170cm
体重　65kg
年齢　32歳
国籍　クロンダイク星
武器　プラズマクロウ
ゴア (Gore Gajah)
声 - 郷里大輔
バリ島出身。
知的障害を持っていたが、超能力を持っていたために、心霊医術師として怪我人の治療をしていた。ある日、父の虐待に反抗した際に誤って超能力で父を殺したことで、殺人に快楽を覚える。その後ビルシュタインに拾われ、殺人魔術の研究に没頭する。
脳が露出したような頭部をしている。
本名　ゴア・ガジャ
身長　170cm
体重　50kg
年齢　19歳
国籍　インドネシア
武器　プラズマメイス
ビルシュタイン (Dr. Edward Bilstein)
声 - 郷里大輔
第四帝国の創設者にして皇帝。
かつては研究熱心な若い科学者であった。ある日、先祖の遺品を発見してプラズマパワーの存在を知ると同時に、祖先代々からの怨念に憑依され、世界征服の陰謀を抱くようになる。
真意を隠してプラズマ兵器の開発を行い、自らの体をも改造する。軍に真相を知られて宇宙辺境の刑務所に収監されるが、あっさり脱獄に成功し、地球攻撃計画を実行に移す。
本名　エドワード・ビルシュタイン
身長　198cm
体重　126kg
年齢　48歳
国籍　アメリカ
武器　プラズマソード
スーパービルシュタイン
真の最終ボス。
ビルシュタインの精神体で、一定時間内にゲームをクリアするとビルシュタイン戦の後に戦うことになる。
ベースはビルシュタインだが、剣のリーチの異常な長さ、スピード、攻撃力の高さなどは比べ物にならない。またリングの外に出てもリングアウトにならないという特性を持つ。
プレイヤーキャラクターとしては使用不可能で、彼を倒さないと真のエンディングを見ることができない。
カッパ (Kappah Nosuke)
声 - 田中和実
カッパ星のエリート軍人。彼らは古来より日本を来訪しており、それが河童伝説の元となった。
日本在住の仲間からの情報でビルシュタインの企みを知り、仲間を守るためにスターグラディエイター隊の助太刀に来た。
背後投げの「御馳走」は敵の尻に手を突っ込み、何やら光る球を抜き取る危険な技。
本作のみ登場する隠しキャラクター。条件を満たすと乱入してくる。
本名　カッパ・ノスケ
身長　183cm
体重　84kg
年齢　123歳
国籍　カッパ星
武器　カッパデント
ブラッド (Blood Barbarians)
声 - 林延年
ビルシュタインが実験で育てた通称「ビルシュタインの子供たち」の一人。
ビルシュタイン逮捕後は監視下に置かれていたが、彼の脱獄と同時に脱出。彼の指示によりプラズマパワーを持つ人々を暗殺して巡っていたが、最後のターゲットであるハヤトとジューンを殺すためにスターグラディエイター隊に入隊する。
宙に浮いている義手と背中一面の髑髏の刺青を持ち、半裸の姿をしている。
PlayStation版『1』から登場の隠しキャラクター。
本名　ブラッド・バーバリアンズ
身長　178cm
体重　78kg
年齢　22歳
国籍　アメリカ
武器　プラズマソード

### スタッフ
- アーケードディレクター：伊津野英昭、佐々木栄一郎
- コンシューマディレクター：池田陽一郎
- キャラクターデザイン：AKIMAN（あきまん）
- タイトルデザイン：SHOEI（岡野正衛）
- コンピュータグラフィックス：BLBON、MONKEY-KICK（BENGUS）、TAKO、SENSEI（末次治樹）、NEZUMI-OTOKO（酒井奨）
- モーションデザイン：HITOSHI "T" NISHIO（西尾仁志）、福島直樹、KING JOE、藤沢直紀、北村真也、BALL BOY、HIROKI TSURU
- ステージ＆エフェクトデザイン：FUKUMOYAN（福本容子）、高橋泰人、三島拓児、高坂隆之
- メインプログラマー：YUICHI "OKAZ" KAGAWA（香川雄一）
- プレイヤープログラム：鈴木守道、染谷勝彦、ATSUSHI FUKUSHIMA
- エネミープログラム：PANDA
- ビジュアルエフェクトプログラム：秋山幸平、HERO HERO
- システムプログラム：DOME（新留義博）、MEIJIN、CHABIN TYPE-M
- ミュージック＆サウンドエフェクト：阿部功、竹原裕子、MICHIO "XTC" SAKURAI
- スペシャルサンクス：CBX、YUUYA、FUTOSHI KUWAHARA、HIROAKI "X68K" KONDO（近藤広明）、KIN、SAKOMIZU（迫水新一郎）、RITSUKO NAKA、SHIRAIWA、KOUICHI TAKEDA、STEVE LEE、MATT TAYLOR、ERIC SUZUKI、MAGDALENA VILORIA F.（CAPCOM MEXICO）、HARUMI YAMASHITA（ROMSTAR BRAZIL）
- プロデューサー：KATSUMI "Furoboh" AOKI（青木克巳）
- ゼネラルプロデューサー：船水紀孝（POO）、岡本吉起

## スターグラディエイター2 ナイトメア オブ ビルシュタイン
1998年に製作された続編。1999年にはドリームキャストへ移植された。2025年5月16日に発売された『カプコン ファイティング コレクション2』では本作が収録されている。日本国外では第2作が『PLASMA SWORD: NIGHTMARE OF BILSTEIN』のタイトルで発売された。
本作ではガードボタンの廃止と軸移動ボタンの追加、プラズマストライクが『ストリートファイターZERO』シリーズなどのスーパーコンボのように変化、キャンセルの追加など、ゲームシステムが従来のカプコンの2.5D格闘寄り（特に『ジャスティス学園』シリーズ）に近くなった。

### ゲームシステム（2）
レバーと4ボタンを使用。前作のGボタンがMボタンに変更され、ガード方式がボタンではなくレバーに変更された。
- 縦斬り - 立ち状態から出した場合はしゃがみガード不能。
- 横斬り - リーチが長い。
- キック - プラズマリバースされない。
- 回り込み - 軸移動。奥、手前に移動可能で、ダッシュも可能。

投げ、追い打ち攻撃は前作と同様。ファストムービングシステムはMボタンの操作に吸収された。リングアウトも廃止され、フィールドは無限になっている。
明確な必殺技の概念や、キャンセル・ケズリなどが導入され、ゲームスピードの高速化やガード方式の変更も相まって、前作から打って変わって従来のカプコンの2D格闘ゲーム寄りのシステムとなっている。
また各キャラクター毎に5面・8面では特定の相手との対戦カードが設定されており、試合前にそのキャラクターとの掛け合いのストーリーシーンが発生する。
8面の相手に普通に勝利した時はエンディング1が発生するが、特定の条件を満たすとCPUの挑戦者が乱入し、クリア後はエンディング2に分岐する。
プラズマコンボ
前作よりルートが減少し、必殺技でキャンセル可能になった。プラズマファイナルは廃止され、一部の技は後述のプラズマストライクに変更された。
プラズマパワーゲージ
『ストリートファイター』シリーズのスーパーコンボゲージなどに相当。以下の各種行動に使用するためのパワーゲージ。最大レベル3までストック可能。
プラズマリバース
ゲージを0.5レベル消費して発動。前作から統合され、縦斬り・横斬りどちらも返せるようになった。ただし前作同様、キックや飛び道具など、特定の技は返すことができない。
プラズマストライク
ゲージを1レベル消費して発動。前作とは異なり各キャラクター毎のスーパーコンボのような扱いで、それぞれ異なる技となっている。
本作のコンパチキャラクターたち（ハヤトに対するブラックハヤトなど）は、基本的にこの技のみ変更されている。また特定の技のみゲージを3レベル消費する。
プラズマフィールド
ゲージを1レベル消費して発動。発動すると周囲に環状の気を放ち、それがヒットすると相手を特殊なプラズマ空間に引き込み、キャラクターごとの特殊な効果を発揮する。

### キャラクター（2）
ハヤト (Hayato Kanzaki)
声 - 森川智之
復活したビルシュタインを追っていったジューンの後を追って戦いに参加する。言動は粗暴だが、根は善良な人物。道理に納得できる仕事しかしないので儲けは少ない。
エンディング2では白虎と死闘の末、爆発するビルシュタイン城から間一髪脱出することに成功する。
ジューン (June Lin Milliam)
声 - 田村ゆかり
父の仇ビルシュタインが復活したことを知り、ビルシュタインを倒すため単身でビルシュタイン城に向かう。
エンディング1では勝手に単独行動に走ったことをハヤトに叱られるが、エンディング2ではゴーストビルシュタインの攻撃から自分を護ってくれたハヤトに感謝している。
サターン (Saturn Dyer)
声 - 志賀克也
エンディング2ではストリートパフォーマンスでプラズマヨーヨーを駆使した大道芸を披露する。
ガモフ (Gamof Gohgry)
声 - 郷里大輔
エンディング2ではジューンとエルがデローザ星を訪れた時に彼と再会している。
ゲレルト (Franco Gerelt)
声 - 千葉一伸
ビルシュタインの手で体内に時限爆弾を入れられ、やむなく彼の悪事に加担することになる。
エンディング1ではビルシュタインの怨念の意思により時限爆弾が爆破する結末だが、エンディング2ではやっとの思いで家族との再会を果たす。
ベクター (Vector)
声 - 細井治
本作に登場するベクターは前作の改良版であり、ビルシュタインが量産前の実戦投入試験を実施する展開となる。
エンディング1では不具合発生によりビルシュタインがベクターを解体の上、不具合の原因の調査に乗り出す。エンディング2では量産機同士の実戦試験の末、本格的な量産を実施する結末となる。
ゼルキン (Zelkin Fiskekrogen)
声 - 千葉一伸
過ちに気付き、ハヤトに借りを返すために陰ながら協力する。
エンディング2ではハヤトとの決着をつけハヤトに借りを返し、クロンダイク星に旅立つ前にハヤトを「強敵（とも）」と認め自分の翼毛の羽根をハヤトに渡す。
ゴア (Gore Gajah)
声 - 高木渉
ガールフレンド兼ボディーガードのルカを創造した際、彼の心境に大きな変化が生じる。
エンディング2ではルカと共に逃亡の際、プラズマ魔術で金色の長髪を生やしている。
ビルシュタイン (Dr. Edward Bilstein)
声 - 郷里大輔
前作でハヤトたちに敗れ死亡したと思われていたが、万が一に備えて用意しておいた新しい体に精神を転送して復活。再び第四帝国を創立し、プラズマパワーを利用した破壊兵器スペースエンドを創造する。
分身ともいえるゴーストビルシュタインの存在には気付いていなかった。
エンディング2ではスペースエンドを完成させ、ついに彼自身の野望を達成することになる。
武器　プラズマエンペラーソード
ギガンティック・エクスプロージョンを使用可能。
ブラッド (Blood Barbarians)
声 - 高木渉
ビルシュタインの洗脳が解けており、長く生きられない状態であるが、今までの罪を償うためビルシュタイン城へ向かう。
エンディング2では自分の最後の力を振り絞り、スペースエンドの暴走の被害を最小限に食い止めようとする。
ブラックハヤト (Black Hayato)
ビルシュタインが過去にハヤトを拉致した際に植えつけた"悪の遺伝子"が覚醒した姿。正義感あふれるハヤトと違い、冷酷な性格で、完全に体を乗っ取るのが目的。
見た目は前作のハヤトの2Pカラーと同じ。エンディング2ではもう一人のハヤトの人格を抹殺し、ハヤトの体を完全に乗っ取る。
エル (Ele)
声 - 田村ゆかり
未来から来たハヤトとジューンの娘。そのために使う技はジューンとほぼ同じ。
"ビルシュタインの亡霊"を倒して歴史を戻すために現代に来た。
エンディング2で彼女の誕生のいきさつが明らかになる。
プリンス ("Prince" Saturn Kuida-Ore the 3rd)
声 - 志賀克也
サターン星の変態王子。本名はサターン・クイダ・オーレ三世。
オカマ言葉で話す。サターンを嫌っているが、使う技はサターンとほぼ同じ。
サターンを勝手にライバル視しているため、ビルシュタイン軍に協力。しかし、あくまでもサターンへの打倒が目的なので、ビルシュタインには忠誠を誓っていない。
エンディング2ではビルシュタインたちをも大道芸の道へ引き込んでしまう。
ガンテツ (Gantetsu)
声 - 郷里大輔
ゲレルトに全滅させられた地球軍の一部隊の生き残り。
ガモフとの関係は全く無いが、使う技はほぼ同じ。
エンディング2では最終的に仇敵ゲレルトと意気投合し、ゲレルトと共にはしご酒に興じる。
クレア (Claire)
声 - 根谷美智子
ゲレルトの部下で、少女騎士部隊スカーレット・デル・ソルのリーダー。「ビルシュタインの子供たち」の一人。
ビルシュタインの命令で、反逆の恐れのあるゲレルトの監視が目的だが、ゲレルトに想いを寄せているために苦悩する。
エンディング2ではルカの自爆時にゲレルトを庇い、戦死する。
オメガ (Omega)
声 - 千葉一伸
ビルシュタインが過去に作ったベクターの試作機。ただし、『2』のベクターと使う技はほぼ同じ。
廃棄されていたが落雷を受け、勝手に動き出した。"心"を求めてビルシュタインを探している。
ベクターと違い冷酷な殺人機械ではなく、人間的な雰囲気を漂わせているロボットである。
エンディング2でエルから「"心"は感じるものである」ことを悟った。
イーグル (Eagle)
声 - 千葉一伸
空を飛ぶ、謎の正義のヒーロー。性能はゼルキンとほぼ同じ。　
ゼルキンと違い、鳥人のコスプレをした、ヒーローマニアの人間である（ただしプラズマを駆使する能力はゼルキンやハヤトらと同等）。
エンディング2で彼の正体が明らかになる。
ルカ (Luca)
声 - 根谷美智子
ゴアが暇潰しに作ってみたガールフレンド兼ボディーガードの人造人間の少女。性格もゴア譲りで子供特有の無邪気な残酷さで殺人を行う。
エンディング2ではゴアを自分だけの物にしたいという願望から手をかける。
シェイカー (Shaker)
声 - 高木渉
ビルシュタイン配下の殺人鬼で、ブラッドのクローン。ブラッドと違い凶悪な性格で、テンションが高い。洗脳が解けたブラッドの代わりに指揮を取る。
死人のような肌の色をしており、顔半分も機械化されている。無軌道にプラズマチェンソーを振るう。
全部で4体存在しており、どれが本物かを決めるために行動している。エンディング1では誤ってビルシュタインを倒したため4体同士での喧嘩となるが、エンディング2では結局本物がわからずじまいになり、やむなく4体でロックバンドを結成することになった。
ゴースト・ビルシュタイン（Ghost Bilstein）
前作でハヤトに敗れ、完全に機能を停止したはずのビルシュタインの体が自己修復能力を備え蘇生した姿。
ビルシュタインの精神は既に新しい体に移っているために理性は無く、ハヤトへの憎悪と闘争本能のみで行動を続ける。
自我を失い暴走状態ではあるが、その戦闘能力は全く衰えておらず、むしろ強化されている。
彼の復活は歴史的にイレギュラーであるようだ。
エンディング2ではハヤトへの復讐を果たすものの、そのことに気付かず暴走し続ける。
白虎 (Byakko)
声 - 高木渉
地球連邦軍から送り込まれた謎の宇宙忍者。白い虎の獣人。特殊部隊「四聖獣」の一員。
プラズマパワーを持つ戦士たちを暗殺していたが、その強さ故に自らも地球連邦から追われることになる。
エンディング2では上官の雷怨ら「四聖獣」の追手から逃れ、月夜の岩山で諸行無常の感傷の思いにふけっていた。
レイン (Rain)
声 - 根谷美智子
「ビルシュタインの子供たち」の一人。
「ビルシュタインの娘」と呼ばれる謎の美女。冷気を操り、大鎌を振るう。
父・ビルシュタインを一度倒したハヤトに興味を持っているが、ビルシュタインの野望には飽きがきている模様。
エンディング2ではビルシュタインを壮絶な親子喧嘩の末に倒し、銀河中の男たち（本作のキャラクターも含む）を虜にする。
カエデ (Kaede)
声 - 根谷美智子
隠しキャラクター（CPU戦では特定の条件で3・4・6・7面に乱入）。
巨大なプラズマハンマーを武器に戦うくのいち。江戸っ子口調で話す。
賞金のためにハヤトやビルシュタインたちスターグラディエイターを暗殺することが目的だが、その能力ゆえに連邦から追われる身となる。
レインのコンパチキャラクターだが技は異なり、プラズマフィールドはもぐら叩きのようなコミカルな技。
エンディング2では連邦の金庫から賞金を根こそぎ盗み出した後、温泉でゆっくりくつろいでいた。
雷怨（ライオン） (Rai-On)
声 - 高木渉
隠しキャラクター（CPU戦では特定の条件で3・4・6・7面に乱入）。
黒いライオンのような姿の獣人で、「第二のビルシュタイン」の出現を恐れる地球連邦軍が提唱した「超人兵士計画」の第一被験者。白虎ら「超人兵士」の上官で、特殊部隊「四聖獣」の指揮官。
白虎のコンパチキャラクターだが性能は異なり、その機動性の高さや発生の異常に速い立ちAのおかげで性能的には最強クラスである。
エンディング1ではビルシュタインを暗殺後、部下の白虎と共に反地球連邦勢力のゲリラ部隊の掃討に赴くが、エンディング2では「四聖獣」のメンバーの青龍と朱雀・玄武らに逃走した手負いの白虎を追討する命令を下している。

### スタッフ（2）
- ディレクター：SATSUMA（IKEDA）（池田陽一郎）、寺田隆良
- メインプログラマー：HIRO
- デモプログラマー：HERO HERO、S.K Sigeru Kato（加藤茂）
- プレイヤープログラマー：HERO HERO、HIRO、S.K Sigeru Kato、片岡正樹
- プログラマー：新留義博、秋山幸平、CHABIN type M（池田良磨）、YUICHI "OKAZ" KAGAWA（香川雄一）、FUKU 2
- オブジェクトエフェクト：SHIBA-H（柴田洋）
- オブジェクトモーション：福島直樹、KEN、TSURU、山中雅貴、MASAYUKI MAEDA
- オブジェクトテクスチャ：NAKATANI、倉谷栄治、MICHIRU（山本満）
- バックグラウンドデザイン：高橋泰人、KOHAMA、三島拓児
- サウンドディレクター：Hiroaki "X68K" Kondo（近藤広明）
- サウンドエフェクト：MOE・T（T.Kitamura）（北村武）
- メインミュージックコンポーザー：ANARCHY TAKAPON（岩井隆之）
- サブミュージックコンポーザー：CYBER-T（柴田徹也）
- オフィシャルアートワーク：MCF、INODA.KEIGO（イケノ）、DAICHAN（大ちゃん）
- タイトルデザイン：SHOEI（岡野正衛）
- インストラクションカード：SAKOMIZU（迫水新一郎）
- スーパースペシャルサンクス：TATSUYA (DAI) NAKAE（中江竜也）
- スペシャルサンクス：NEO-G（石澤英敏）、Eric Suzuki、Dan Okada、Chris Tang、STEEVE LEE、CHIAKI.S
- プロデューサー：船水紀孝、中嶋浩二
- エグゼクティブプロデューサー：岡本吉起

コンシューマビジュアルスタッフ
- メインプログラマー：Iwasaki Yuichi
- プログラマー：Onuma Masaomi、Ishii Hiroaki、Nabeta Masayuki
- ツール：Sugiura Daiske、Ogawa Yosuke
- オブジェクトキャラクター：内海直樹、鏑木壮一、谷文士考、Murakami Ryohei、渡辺伸次
- オブジェクトエフェクト：Kumazawa Takeo
- アイコンドット、スプライト：Nakashima Takashi
- データコンバート：Ishiyama Akifumi
- スペシャルサンクス：Ikeda kazuo

## 関連商品
攻略本
いずれもPlayStation版の攻略本。
- 『スターグラディエイター パーフェクトガイドブック 大宇宙格闘指南書』アスペクト、1996年11月29日発行。ISBN 4-89366-610-X。
- 『スターグラディエイター必勝攻略本』双葉社、1996年12月10日発行。ISBN 4-57516-003-2。

CD
- 『カプコンゲームサウンドトラック スターグラディエイター』ビクターエンタテインメント、1996年9月21日発売。
- 『スターグラディエイター2 オリジナル・サウンドトラック』セルピュータ、1998年5月21日発売。

## 本シリーズのキャラクターが登場している他のゲーム
『ポケットファイター』
背景にジューンが登場。また、春麗がジューンのコスプレをする。
『MARVEL VS. CAPCOM 2』
ハヤトがプレイヤーキャラクターとして登場。勝利ポーズにはジューン、エル、サターンも登場する。
『SNK VS. CAPCOM 激突カードファイターズ』シリーズ
多数のキャラクターが全シリーズに登場する。
『CAPCOM VS. SNK 2 MILLIONAIRE FIGHTING 2001』
背景にジューンが登場。
『タツノコ VS. CAPCOM CROSS GENERATION OF HEROES』
ロールのエンディングにベクターが登場。また『ULTIMATE ALL-STARS』の追加キャラクターの1人であるテッカマンブレードのエンディングにはゴースト・ビルシュタイン、ハヤトが登場する。
『ULTIMATE MARVEL VS. CAPCOM 3』
サポートカードとしてハヤト、ジューンが登場する。
『オトレンジャー』
ブラックハヤト、ビルシュタイン、ガモフ、ジューンが登場する。
『PROJECT X ZONE 2:BRAVE NEW WORLD』
ジューンがソロユニット（ペアユニットのサポート）として参戦。また、ブラックハヤトとベクターも敵ユニットとして参戦する。